# Сетяково
Сетяково — село в Менделеевском районе Республики Татарстан. Входит в состав Бизякинского сельского поселения.

## География
Находится в северо-восточной части Татарстана на расстоянии приблизительно 7 км на северо-восток по прямой от районного центра города Менделеевск.

## История
Известно с 1680 года как Пустошь Сейтяк. В XVIII — первой половине XIX в. жители относились к категории государственных крестьян. Основные занятия жителей в этот период — земледелие и скотоводство, было распространено плетение рыболовных сетей.
В начале XX в. здесь функционировали земская школа (была открыта в 1913 г. на базе миссионерской, работавшей с 1879 г.), хлебозапасный магазин.
В этот период земельный надел сельской общины составлял 1343,7 десятин.

## Административная принадлежность
До 1920 г. село входило в Кураковскую волость Елабужского уезда Вятской губернии. С 1920 г. в Вотской автономной области. С 1921 г. в составе Елабужского, с 1928 г. — Челнинского кантонов ТАССР. С 10 августа 1930 г. — в Бондюжском, с 20 января 1931 г. — в Елабужском, с 10 февраля 1935 г. — в Бондюжском, с 1 февраля 1963 г. — в Елабужском, с 15 августа 1985 г. в Менделеевском районах.

## Население
| 1839 | 1859 | 1870 | 1887 | 1905 | 1920 | 1926 |
| ---- | ---- | ---- | ---- | ---- | ---- | ---- |
| 317  | ↗399 | ↗470 | ↗731 | ↗908 | ↘839 | ↘802 |
| 1938 | 1949 | 1958 | 1970 | 1979 | 1989 | 2002 |
| ↘682 | ↘451 | ↗512 | ↗585 | ↘401 | ↘230 | ↘204 |
| 2010 | 2017 |      |      |      |      |      |
| ↘187 | ↗191 |      |      |      |      |      |

Постоянное население (татары 96 %), (татары-кряшены — 90 %, русские — 10 %) на 2017г . Село населяют кряшены.

## Образование и культура
В 1970—2006 гг. в селе функционировала восьмилетняя школа. Действуют клуб, библиотека, фельдшерско-акушерский пункт (с 1930 г.), детский сад «Лейсан» (расположены в многофункциональном центре, построенном в 2015 г.).
В клубе в 2017 г. организован краеведческий музей (основатель — Я. Г. Гиззатуллина).
В 2016 г. построен храм Смоленской иконы Божией матери. Возле храма сохранились два столба-часовни (места проведения религиозных обрядов татар-кряшен).
Имеется благоустроенный родник «Изге чишмэ» (1995 г., отреставрирован в 2018 г.). Ежегодно 12 июля празднуется Петров-день — Питрау.
В окрестностях села выявлен археологический памятник — Сетяковское селище (ананьинская культура).

## Известные уроженцы
П. Н. Семенов (1939—1986) — заслуженный нефтяник ТАССР, кавалер Ордена Трудового Красного Знамени.

## Гражданская война (1919 г.) в Сетякове
Во время гражданской войны в истории России, в Сетякове происходили массовые убийства между двумя сторонами (Белое движение) и (Рабоче-крестьянская Красная армия). Весной 1919 г. отряды РККА столкнулись с армией А. В. Колчака чуть выше населённого пункта.

## Достопримечательности
Церковь Смоленской Божией Матери.